# أليس غاست
أليس غاست (بالإنجليزية: Alice Gast) هي مديرة أكاديمية أمريكية، ولدت في 25 مايو 1958 في هيوستن في الولايات المتحدة.

## وصلات خارجية
- أليس غاست على موقع إن إن دي بي (الإنجليزية)